# Football Club Sheriff Tiraspol
Ne pas confondre avec le FC Tiraspol, un autre club de la même ville.
Maillots
Dernière mise à jour : 8 juillet 2025.
Le Football Club Sheriff Tiraspol (en russe : Футбольный клуб Шериф Тирасполя), plus couramment abrégé en FC Sheriff, est un club moldave de football fondé le 4 avril 1997 par la Sheriff et basé dans la ville de Tiraspol, en Transnistrie.
Il évolue en Divizia Naţională depuis la saison 1998-1999.
Le club domine totalement le football moldave, remportant chaque édition de la Divizia Naţională de 2001 à 2023, à l'exception de 2011 et 2015. L'équipe a également remporté la Coupe de Moldavie à 12 reprises depuis 1999 ainsi que la Coupe de la CEI en 2003 et en 2009. Le FC Sheriff est également le premier club de Moldavie à faire signer des joueurs brésiliens et africains.
Sur le plan européen, le club parvient à atteindre la phase de groupes de la Ligue des champions pour la première fois lors de la saison 2021-2022. Il atteint également les poules de la Ligue Europa à quatre reprises durant la décennie 2010, ne parvenant cependant jamais à se qualifier pour la phase finale.

## Histoire
Le Sheriff Tiraspol ne peut pas participer aux compétitions internationales sous la bannière de la Transnistrie car cette région sécessionniste située en Moldavie n'est reconnue par aucun État au monde. C'est donc en tant que club moldave qu'il évolue au niveau européen.
Le club fait ses débuts sur la scène européenne lors de la Coupe UEFA 1999-2000 et affronte lors du tour préliminaire le SK Sigma Olomouc. Le match aller se déroule le 12 août 1999 en Moldavie et se termine sur le score de 1-1. Le match retour se clôt sur le score de 0-0 et le Sheriff Tiraspol est éliminé de la compétition. Il y participe à nouveau en 2000-2001 mais est de nouveau éliminé lors du tour préliminaire.
De 2001-2002 à 2008-2009, le club participe chaque année aux tours préliminaires de la Ligue des champions mais est systématiquement éliminé lors du deuxième tour. En 2009-2010, le Sheriff parvient à se qualifier pour le troisième tour après avoir éliminé le FC Inter Turku. Le club moldave élimine ensuite le SK Slavia Prague grâce à un but marqué par le Brésilien José Nadson Ferreira à la 94e minute du match retour. Le FC Sheriff est éliminé lors des barrages par l'Olympiakos Le Pirée, s'inclinant à domicile 2-0 à l'aller puis 1-0 au retour en Grèce au Stade Karaïskaki.

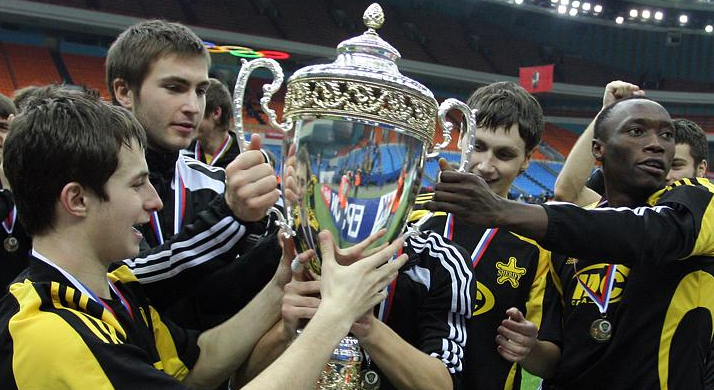
Le FC Sheriff, vainqueur de la Coupe de la CEI en 2009

Le Sheriff Tiraspol est alors repêché pour la Ligue Europa 2009-2010 et est engagé dans le Groupe H en compagnie du FC Twente, du FC Steaua Bucarest et du Fenerbahçe SK. L'équipe fait tout d'abord match nul 0-0 à Bucarest puis s'incline 1-0 à domicile face à Fenerbahçe. Lors du troisième match, le Sheriff bat le FC Twente 2-0 grâce à des buts de Balima et de Jymmy puis s'incline sur le terrain de Twente 2-1. Tiraspol fait ensuite match nul 1-1 à domicile face au FC Steaua Bucarest puis s'incline 1-0 sur le terrain de Fenerbahçe. Le club moldave termine troisième de son groupe et est éliminé.
En 2010-2011, le FC Sheriff élimine le FK Dinamo Tirana lors du deuxième tour préliminaire de la Ligue des champions puis le Dinamo Zagreb lors du troisième tour. Le club affronte alors en barrages les Suisses du FC Bâle. Le match aller se déroule à Bâle et voit les locaux s'imposer 1-0. Le FC Bâle s'impose 3-0 au retour à la Bolshaya Sportivnaya Arena et éliminent les Moldaves. Le Sheriff est alors repêché pour la Ligue Europa 2010-2011 où il est engagé dans le Groupe E. Ce groupe est également composé de l'AZ Alkmaar, du FC BATE Borissov et du Dynamo Kiev. Lors du premier match, Tiraspol s'incline 2-1 à l'AZ Stadion d'Alkmaar puis s'impose 2-0 à domicile face au Dynamo Kiev. Le club moldave affronte ensuite à deux reprises les Biélorusses du FC BATE Borissov. Le match aller se déroule à Tiraspol et voit le BATE s'imposer 1-0. Le match retour se déroule au Stade Dinamo de Minsk et voit la victoire 3-1 des locaux. Le Sheriff concède ensuite le nul 1-1 à domicile contre l'AZ Alkmaar et termine par un nul 0-0 sur le terrain du Dynamo Kiev. Le club moldave termine à la dernière place du groupe et est donc éliminé.
En 2011-2012, le Sheriff Tiraspol ne peut participer à Ligue des champions car il n'a terminé que deuxième du championnat derrière le FC Dacia Chișinău. Il participe donc à la Ligue Europa et entre dans la compétition lors du deuxième tour préliminaire contre les Bosniens du FK Željezničar Sarajevo. Le Sheriff s'incline 1-0 lors du match aller à Sarajevo puis concède le match nul 0-0 à domicile et est éliminé.
En 2012-2013, le Sheriff peut à nouveau participer à la Ligue des champions car il est redevenu champion de Moldavie. Il élimine tout d'abord les Arméniens du Ulisses Football Club lors du deuxième tour préliminaire puis affronte le Dinamo Zagreb au troisième tour. Les Croates s'imposent 1-0 à Tiraspol puis remportent le match retour à Zagreb sur le score de 4-0. Les Moldaves jouent alors les barrages de la Ligue Europa et affrontent l'Olympique de Marseille. Le match aller se déroule en Moldavie et les Marseillais s'imposent 2-1. Les deux équipes se quittent sur un nul 0-0 au retour au Stade Vélodrome et le Sheriff Tiraspol ne peut donc pas se qualifier pour la suite de la compétition.
En 2013-2014, le Sheriff Tiraspol entre au deuxième tour de la Ligue des champions contre les Monténégrins du FK Sutjeska Nikšić. Le match aller se déroule à Bolshaya Sportivnaya Arena et se termine sur le score nul de 1-1. Les Moldaves s'imposent 5-0 au match retour et se qualifient pour le troisième tour mais sont à nouveau éliminés par le Dinamo Zagreb, le club croate remportant le match aller en Croatie 1-0 puis s'imposant 3-0 au retour en Moldavie. Le Sheriff est alors reversé en Ligue Europa et est opposé lors des barrages au club serbe du FK Vojvodina Novi Sad. Le match aller se déroule en Serbie et se termine sur le score nul de 1-1. Le Sheriff Tiraspol s'impose 2-1 lors du match retour et se qualifie pour les phases de groupe. Le club moldave est engagé dans le Groupe K en compagnie de Tottenham, de l'Anji Makhatchkala et du Tromsø IL. Le Sheriff entame la compétition par un match nul 0-0 à domicile contre l'Anji Makhatchkala puis obtient le nul 1-1 sur le terrain du Tromsø IL. Le club tiraspolien s'incline ensuite à deux reprises contre les Anglais de Tottenham (2-0 à Tiraspol, 2-1 à White Hart Lane). Lors du cinquième match, le FC Sheriff se déplace à Ramenskoïe pour y défier l'Anji Makhatchkala et concède le nul 1-1, le but de l'Anji étant inscrit par un ancien joueur du Sheriff, l'international moldave Alexandru Epureanu. Le Sheriff est ainsi éliminé de la Ligue Europa avant même le dernier match contre Tromsø. Ce dernier match se clôt par la victoire 2-0 à domicile du Sheriff Tiraspol. Les Moldaves terminent ainsi à la troisième place du groupe avec six points. 
Lors de la saison 2014-2015, le Sheriff Tiraspol se fait éliminer au troisième tour qualificatif de la Ligue des champions par le ŠK Slovan Bratislava. Après une défaite en Slovaquie sur le score de 2-1, les Moldaves ne parviennent pas à s'imposer à Tiraspol et concèdent le nul 0-0. Reversés en barrages de la Ligue Europa 2014-2015, le Sheriff est éliminé par le HNK Rijeka après une défaite 1-0 en Croatie et une débâcle 0-3 à domicile.  

### Saison 2021-2022: qualification historique en Ligue des champions
Lors de la saison 2021-2022, le club réussit l'exploit de se qualifier pour la phase de groupes de la Ligue des champions, devenant le premier club moldave à atteindre ce stade de la compétition. Pour ce faire, le Sherriff a dû passer quatre tours préliminaires qui l'ont notamment vu battre des équipes telles que l'Étoile rouge de Belgrade et le Dinamo Zagreb, une première pour le club moldave. Tombé dans le groupe D en compagnie du Real Madrid, de l'Inter Milan et du Chakhtar Donetsk, le club finit troisième du groupe en remportant deux victoires inattendues face au Chakhtar Donetsk (2-0) et surtout face au Real Madrid à Santiago Barnabeu (2-1) lors des deux premières journées. Le club est par la suite reversé en Ligue Europa, constituant sa première participation à une phase finale de compétition européenne. Son parcours s'arrête cependant à ce stade avec une élimination face au Sporting Braga aux tirs au but.

## Bilan sportif

### Palmarès
| Compétitions nationales | Compétitions internationales                        |
| --- | --------------------------------------------------- |
| - Championnat de Moldavie (21) : - Champion : 2001, 2002, 2003, 2004, 2005, 2006, 2007, 2008, 2009, 2010, 2012, 2013, 2014, 2016, 2017, 2017, 2018, 2019, 2021, 2022 et 2023. - Vice-champion : 2000, 2011, 2024 et 2025. - Championnat de Moldavie de deuxième division (1) : - Champion : 1998 - Coupe de Moldavie (13) : - Vainqueur : 1999, 2001, 2002, 2006, 2008, 2009, 2010, 2015, 2017, 2019, 2022, 2023, 2025. - Finaliste : 2004, 2011, 2014 et 2021. - Supercoupe de Moldavie (7) : - Vainqueur : 2003, 2004, 2005, 2007, 2013, 2015 et 2016. - Finaliste : 2012, 2014, 2019 et 2021. | - Coupe de la CEI (2) : - Vainqueur : 2003 et 2009. |

### Bilan européen
| Compétition              | P  | M   | V  | N  | D  | BP  | BC  | Diff. |
| ------------------------ | -- | --- | -- | -- | -- | --- | --- | ----- |
| Ligue des champions (C1) | 21 | 94  | 35 | 19 | 40 | 99  | 98  | +1    |
| Ligue Europa (C3)        | 18 | 74  | 15 | 27 | 32 | 61  | 89  | -28   |
| Ligue Conférence (C4)    | 3  | 8   | 1  | 1  | 6  | 5   | 14  | -9    |
| Total                    | 42 | 179 | 52 | 45 | 80 | 166 | 209 | -43   |

## Stade

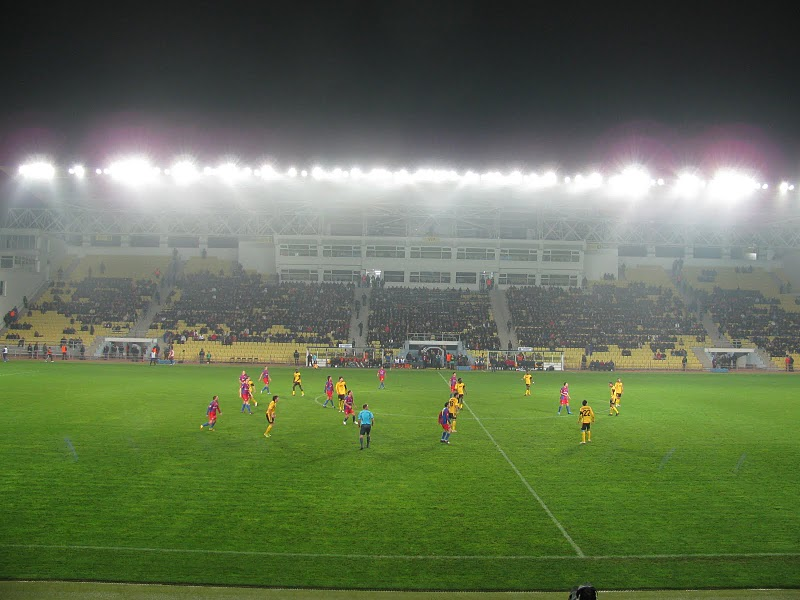
La Bolshaya Sportivnaya Arena lors d'un match de Ligue Europa

Le Sheriff Tiraspol dispose d'un ensemble sportif très moderne : le Complexe sportif Sheriff. Celui-ci fut construit en 2002 par la Sheriff et comprend, entre autres, la Bolshaya Sportivnaya Arena où le Sheriff effectue ses matches à domicile. Ce stade de 13 300 places accueille également les matches de l'autre club de Tiraspol, le FC Tiraspol et est le plus grand stade de Moldavie.

## Personnalités du club

### Entraîneurs du club

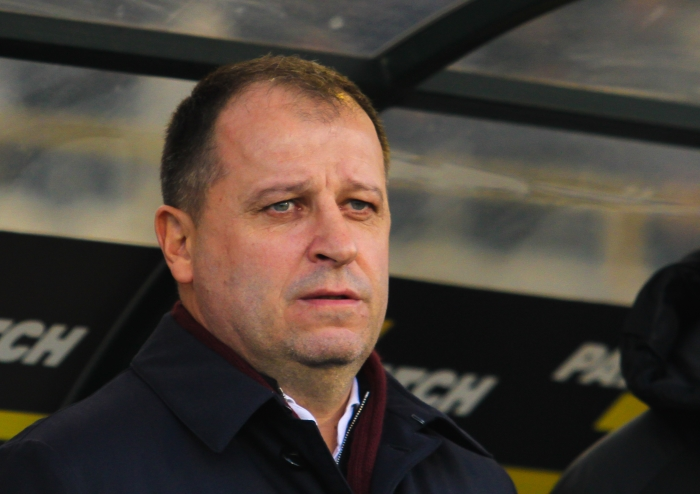
L'entraîneur ukrainien Yuriy Vernydub

La liste suivante présente les différents entraîneurs du club.
- Ahmad Alaskarov (en) (1997-1998)
- Sergueï Borovski (1998-1999)
- Ivan Daniliants (en) (2000)
- Oleksandr Holokolosov (2001)
- Mihai Stoichiță (janvier 2002-juin 2002)
- Gavril Balint (juillet 2002-juin 2003)
- Ihor Nakonechny (en) (juillet 2003-décembre 2003)
- Leonid Kuchuk (janvier 2004-décembre 2009)
- Andreï Sosnitski (en) (janvier 2010-avril 2011)
- Vitali Rachkevitch (en) (avril 2011-mai 2012)
- Milan Milanović (en) (mai 2012-août 2012)
- Mihai Stoichiță (août 2012-avril 2013)
- Vitali Rachkevitch (en) (intérim) (avril 2013-juillet 2013)
- Veaceslav Rusnac (juillet 2013-août 2014)
- Zoran Zekić (en) (août 2014-mai 2015)
- Lilian Popescu (juin 2015-octobre 2015)
- Zoran Vulić (octobre 2015-juin 2016)
- Bruno Irles (juin 2016-septembre 2016)
- Roberto Bordin (en) (octobre 2016-avril 2018)
- Goran Sablić (juin 2018-avril 2019)
- Zoran Zekić (en) (avril 2019-octobre 2020)
- Victor Mihailov (intérim) (octobre 2020-décembre 2020)
- Yuriy Vernydub (décembre 2020-février 2022)

### Joueurs notables
- Serghei Alexeev
- Wilfried Benjamin Balima
- Alberto Blanco
- Vadim Boret
- Roberto Brown
- Răzvan Cociş
- Serghei Dadu
- Kwami Kacla Eninful
- Alexandru Epureanu
- Alexandr Erokhin
- Nadson
- Gheorghe Florescu
- Jymmy França
- Abdoul Mamah Gafar
- Ibrahim Gnanou
- Stanislav Ivanov
- Nicolae Josan
- Melli
- Davit Mujiri
- Stanislav Namasco
- Chidi Odiah
- Isaac Okoronkwo
- Razak Omotoyossi
- Wallace
- Serghei Rogaciov
- Florent Rouamba
- Miral Samardžić
- Vladislav Stoyanov
- Mateo Sušić
- Alexandr Suvorov
- Vazha Tarkhnishvili
- Ion Testemițanu
- Vladimir Volkov
- Samuel Yeboah
- Geórgios Athanasiádis
- Jasurbek Yakhshiboev
- Sébastien Thill